# Wer gräbt den Bestatter ein?
Wer gräbt den Bestatter ein? ist ein deutscher Film des Geschwisterpaars Tanja und Andreas Schmidbauer aus dem Jahr 2022. Der Film kam am 3. November 2022 in die deutschen Kinos. Erstmals im Fernsehen wurde der Film am 7. Juni 2025 im Bayerischen Rundfunk gezeigt.

## Handlung
Gaby Gruber, einst ein gefeierter Filmstar, lebt mit ihren 114 Jahren als älteste deutsche Frau in einem Haus direkt zwischen den Dörfern Neubrunn und Greisendorf. Beide Dörfer hoffen darauf, die alte Dame nach ihrem Ableben auf ihrem Ortsfriedhof bestatten zu können, da der damit verbundene Medienrummel viele Gäste und Geld in den Ort bringen würde. Als plötzlich der Greisendorfer Bestatter Bartl Beerdegen beim Kartenspiel in der Kneipe tot zusammenbricht, fürchtet der anwesende Bürgermeister Aumeier einen möglichen Nachteil für Gaby Grubers letzte Ruhestätte. Kurzerhand gibt er Beerdegens drei Mitspielern die Anweisung, den Toten möglichst schnell verschwinden zu lassen.
Gärtner Gert, Müllfahrerin Rudi und Klempner Pat versuchen zunächst, den Leichnam in Beerdegens Kühlhaus zu bringen. Da sie bei ihm allerdings nichts ins Beerdigungsinstitut kommen, lagern sie ihn kurzerhand in der Greisendorfer Metzgerei zwischen. Eine unangekündigte Betriebskontrolle zwingt sie jedoch dazu, den mittlerweile gefrorenen Leichnam wieder mitzunehmen. Nachdem sie ihn mit einem Fön aufgetaut haben, können sie ihn beim Tischler in einen Sarg legen und später mit Hilfe der Feuerwehr Beerdegens Institut öffnen.
Als die drei feststellen, dass ihnen schon die Aushebung des Grabes nicht gelingt und all dies ziemlich unwürdig erscheint, entscheiden sie sich, die Leiche mit falschen Papieren nach Neubrunn zu bringen. Dort täuschen sie das Ableben der Person vor, damit Neubrunn die Bestattung übernehmen muss. Wenig später erkennen sie, dass sie Beerdegens beste und einzigen Freunde waren, woraufhin sie diesen mit Unterstützung durch Gerts Tochter Marina in einer Nacht-und-Nebel-Aktion wieder zurückholen. Nach einem Zusammenstoß der vier mit dem Wagen der Schornsteinfegerin Felice denkt diese, dass sie – die eigentlich Glück bringen soll – Beerdegen auf dem Gewissen hat. Nachdem sich dies aufklärt und Felice sich fragt, wer eigentlich den Bestatter eingräbt, beschließt sie, es selber zu tun. Wenig später setzt sie dies mit Beerdegens drei Freunden in die Tat um.
In der letzten Szene sucht Gaby Gruber Bürgermeister Aumeier im Bürgeramt auf, um sich in Greisendorf abzumelden. In Neubrunn habe sie dies schon getan, damit sie jetzt auf Reisen gehen könne.

## Hintergrund
Der Film wurde in der Zeit zwischen dem 31. August und dem 26. Oktober 2021 in insgesamt 33 Drehtagen in Bayern gedreht.

## Rezeption

### Kritik
Das Lexikon des internationalen Films gibt dem Film 3 von 5 Sternen. Die Redaktion schreibt: „Die Komödie entwirft gekonnt die Atmosphäre des Dorfes samt seiner urigen Bewohner, ersinnt allerlei abstruse Situationen, verschenkt durch die eher dünne Story aber einiges an Potenzial, bevor sie sich am Ende wieder fängt“.
Oliver Armknecht vergibt für den Film in seiner Besprechung auf film-rezensionen.de insgesamt 5 von 10 Punkten.